# Кокинг, Сэмюэль
Сэмюэль Кокинг (англ. Samuel Cocking, 19 марта 1845, Лондон, Великобритания — 26 февраля 1914, Иокогама, Япония) — предприниматель британского происхождения, поселившийся в Японии вскоре после её «открытия» для иностранцев. Его фирма занималась экспортом из Японии различных японских «курьёзов» (антиквариата, произведений искусства) и импортом различных «современных» товаров, включая лекарства и реактивы для фотографии.

## Биография
Сэмюэл Кокинг родился в Лондоне, но ещё в раннем детстве его семья иммигрировала в Австралию. В Австралии семья Кокинга жила сначала в Аделаиде, затем — в Мельбурне. Здесь он закончил престижную среднюю школу Church of England Grammar School (ныне — Melburne Grammar School). Когда ему было немного за двадцать, Кокинг вернулся в Лондон, где заключил деловое партнёрство с Теофилусом Александром Синглтоном (англ. Theophilus Alexander Singleton, 1838—1901) с целью торговли с Японией. Партнёры купили клипер и отправились в Японию. 5 мая 1869 года они прибыли в порт Иокогамы.
В декабре 1869 года Кокинг и Синглтон основали свой бизнес в Иокогаме. В то время «открытие» Японии привело к большой заинтересованности японской культурой на западе (японизм), и фирма Кокинга и Синглтона занялась экспортом японского антиквариата. Одновременно фирма занялась импортом в Японию химических продуктов, прежде всего — лекарств и реактивов для фотографии. Будучи фотографом-любителем, Кокнинг стал один из пионеров фотографии в Японии. Позднее фирма Кокинга стала не только импортировать фотографические реактивы в Японию, но и производить их, основав химическую фабрику. Кроме того, Кокинг стал первым производителем мыла в Японии. Кокинг интересовался разными техническими новинками. Он играл важную роль в создании первой японской электростанции в Иокогаме. Кроме того, он был первым велосипедистом в Японии.
В 1880 году он приобрёл землю на острове Эносима. Здесь он создал ботанический сад, который до сих пор носит его имя.